# Javier Bosma
Francisco Javier Bosma Mínguez (Roses, 6 novembre 1969) è un ex giocatore di beach volley spagnolo, vincitore della medaglia d'argento ai Giochi olimpici di Atene 2004.

## Biografia
Ha debuttato nel circuito professionistico internazionale il 12 agosto 1992 ad Almería, in Spagna, in coppia con Antonio Alemany piazzandosi in 13ª posizione. Il 23 maggio 2004 ha ottenuto la sua prima ed unica vittoria nel World tour a Lianyungang, in Cina, insieme a Pablo Herrera.
Ha preso parte a tre edizioni dei Giochi olimpici con tre partner differenti: ad Atlanta 1996 e a Sydney 2000 è giunto entrambe le volte al 5º posto rispettivamente in coppia con Sixto Jimenez e Fabio Díez, mentre ad Atene 2004 ha conquistato la medaglia d'argento insieme a Pablo Herrera.
Ha partecipato altresì a quattro edizioni dei campionati mondiali ottenendo come miglior risultato il 4º posto a Marsiglia 1999 con Fabio Díez.
Ha vinto due medaglie d'argento ai campionati europei, arrivando secondo a Almería 1994 insieme a Santiago Aguilera ed a Palma di Maiorca 1999 in coppia con Fabio Díez.

## Palmarès

### Giochi olimpici
- 1 argento: a Atene 2004

### Campionati europei
- 2 argenti: a Almería 1994 ed a Palma di Maiorca 1999

### World tour
- 5 podi: 1 primo posto, 1 secondo posto e 3 terzi posti

### World tour - vittorie
| Data           | Località    | Nazione | in coppia con |
| -------------- | ----------- | ------- | ------------- |
| 23 maggio 2004 | Lianyungang | Cina    | Pablo Herrera |